# René de Mornay-Monchevreuil
René de Mornay-Monchevreui (zm. 19 maja 1721) – francuski dyplomata i duchowny  abbé ksiądz, arcybiskup) Besançon.
Był francuskim ambasadorem w latach 1714–1720 w Lizbonie. Po zakończeniu misji  został wyświęcony na arcybiskupa Besançon.